# Thomas Gresham

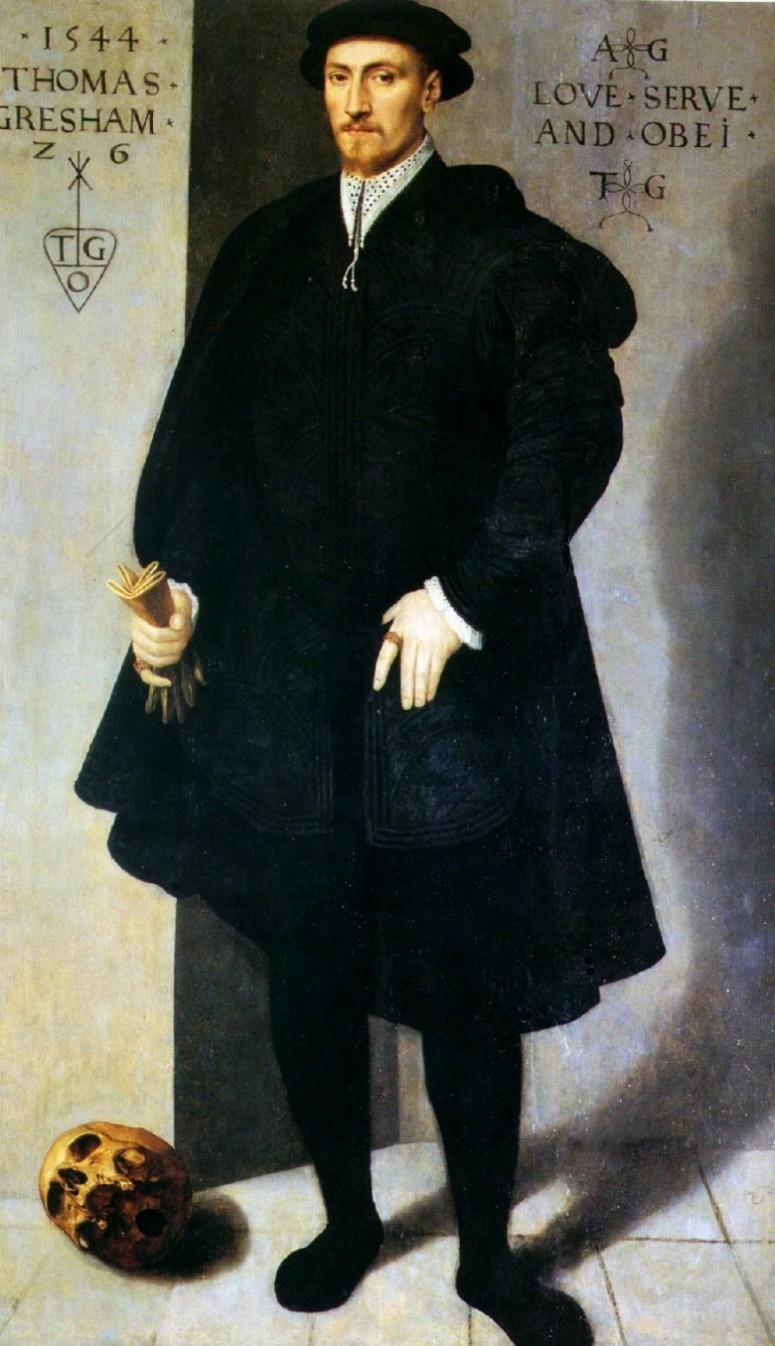
Thomas Gresham, 1544

(Thomas Gresham)
Sir Thomas Gresham (Londra, 1519 – Londra, 21 novembre 1579) è stato un mercante e banchiere inglese, che operò come consigliere economico per il re Edoardo VI e per la sua sorellastra, la regina Elisabetta I, oltre che per il breve regno di Maria I d'Inghilterra.

## Biografia
Discendente da un'antica famiglia originaria di Norfolk, Gresham fu uno dei quattro figli di Sir Richard Gresham, un influente mercante di Londra, che fu anche Lord Mayor e che per i suoi servigi a Enrico VIII, nella negoziazione di prestiti con altri mercanti esteri, ricevette l'onore del cavalierato. Nonostante il padre volesse che Thomas continuasse la sua professione, decise di mandarlo a studiare preso l'Università di Cambridge, anche se non si conosce per quanto tempo l'abbia frequentata. Prima o dopo questo periodo di studi, divenne apprendista presso su zio Sir John Gresham, anche lui mercante, che fondò la Gresham's School a Holt nel 1555. Esistono fonti che documentano il fatto che egli rimase con suo zio per circa otto anni.
Nel 1543 la Worshipful Company of Mercers ammise il ventiquattrenne Thomas come socio effettivo e quello stesso anno egli si recò nei Paesi Bassi, dove, o per suo conto o per incarico del padre o dello zio, operò come commerciante ed agente del Re Enrico VIII. Nel 1544 sposò Anne Fernley, la vedova di William Read, un mercante di Londra, ma egli continuò a risiedere principalmente ad Anversa, oggi città del Belgio, dove realizzò i suoi affari.
Quando nel 1551, i cattivi affari condotti da Sir William Dansell, mercante del re nei Paesi Bassi, avevano fatto precipitare il governo in una grave crisi finanziaria, le autorità chiesero a Gresham dei consigli sul come uscire da quella difficile situazione. Ascoltati i suoi suggerimenti decisero di affidargli la gestione delle finanze del Regno. Egli chiese l'adozione di alcuni metodi ingegnosi ma poco ortodossi per far salire il valore della sterlina alla borsa di Anversa, e questo fatto ebbe talmente successo che re Edoardo VI estinse tutti i suoi debiti in pochi anni. Il governo seguì i consigli di Gresham per tutte le questioni finanziarie e lo inviò spesso in delicate missioni diplomatiche. Egli non era pagato per i suoi servizi alla Corona ma veniva ricompensato con la concessione di terre, che negli ultimi anni raggiunsero il valore di circa 400 sterline d'oro per anno.

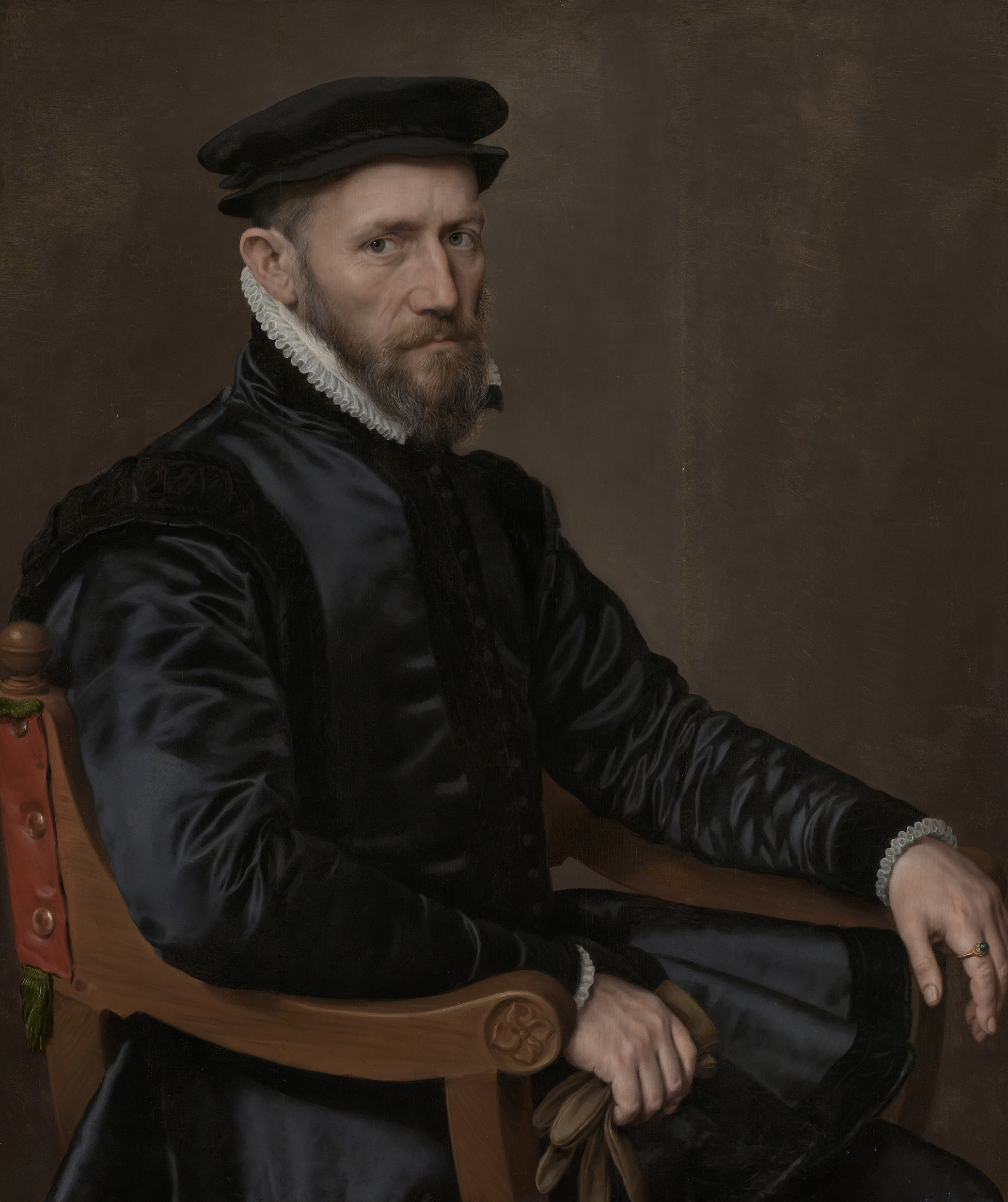
Ritratto di Thomas Gresham realizzato da Anthonis Mor, c. 1554

Con la salita al trono della regina Maria I d'Inghilterra nel 1553, Gresham cadde in disgrazia per un breve periodo di tempo, e venne sostituito da William Dauntsey. Ma poiché l'attività di Dauntsey non ebbe grande successo, Gresham fu prontamente richiamato. Il suo grande zelo nel servire la regina ed i risultati ottenuti con la sua opera di negoziazione di prestiti e di valorizzare gli investimenti finanziari, oltre al compenso di 20 scellini al giorno gli valsero la concessione di beni della chiesa elargitegli in misura di circa 200 sterline l'anno per tutta la durata del regno della regina Maria (1553 - 1558). Sotto il regno della regina Elisabetta I  (1558 - 1603), oltre al suo incarico di agente della Corona, divenne temporaneamente ambasciatore presso la corte del duca di Parma, ricevendo il cavalierato nel 1559 prima del termine della sua missione. I tempi difficili che precedettero la Guerra degli ottant'anni lo obbligarono a lasciare Anversa il 10 marzo 1567. Nonostante abbia poi passato gli ultimi anni della sua vita a Londra, egli continuò i suoi affari come mercante ed agente del governo come in passato. Nel corso della sua vita riuscì con la sua attività a diventare uno degli uomini più ricchi d'Inghilterra.

### Fondazione del Royal Exchange
Nel 1565 Gresham propose alle Corporazioni di Londra, la costruzione a proprie spese di una borsa per la trattazione dei commerci. Essa divenne poi il Royal Exchange, realizzato sul modello della borsa di Anversa, a condizione che venisse messo a disposizione un terreno sul quale costruire l'edificio. Con questa proposta sembra aver avuto un occhio di riguardo verso i propri interessi oltre che verso gli affari dei mercanti. Infatti, con la rendita di 700 sterline annue, ottenuta nel primo anno di attività, riuscì ampiamente a coprire le spese della costruzione, affittando il primo piano dello stabile.
Gresham morì all'improvviso, in apparenza per un colpo apoplettico, il 21 novembre 1579.